# Revelations (film, 2025)
Pour les articles homonymes, voir Révélations.
Pour plus de détails, voir Fiche technique et Distribution.
Revelations (hangeul : 계시록 ; hanja : 啓示록 ; RR : Gyesirok ; MR : Kyesirok ; litt. « révélation ») est un film sud-coréen réalisé par Yeon Sang-ho et sorti en 2025. Il est diffusé en exclusivité sur Netflix,.
Il s'agit de l'adaptation du webtoon éponyme (계시록, 2022) du réalisateur et Choi Gyoo-seok.

## Synopsis
Un homme inquiétant suit une jeune fille jusque dans la salle de prière d'un jeune pasteur. Ce dernier voudrait l'inscrire parmi ses fidèle et note son nom. Incidemment il s'aperçoit que l'homme, sale et peu causant porte un bracelet électronique à la cheville. Après le départ de l'homme, il fait des recherches sur internet et apprend que l'homme vient de sortir de prison après un enlèvement et un viol, son adresse est mentionnée. 
Peu après il reçoit un appel de sa femme, leur fils a disparu. Le pasteur s'affole, prend sa voiture et part à l'adresse de l'homme, il arrive juste quand il voit celui-ci mettre un sac et une pelle dans le coffre de sa voiture et partir, il appelle la police et demande de l'aide. Le pasteur prend en chasse l'homme mais se fait remarquer dans le chemin forestier où s'est arrêtée la voiture, ils finissent par se battre sous la pluie. Le présumé ravisseur glisse et tombe dans un ravin, sa tête heurte un rocher, ensanglanté et sans réactions, il semble mort. Dépassé par la situation le pasteur s'enfuit, sur la route sa femme l'informe que leur fils est retrouvé, il était parti sans prévenir chez un camarade de classe.
Chargée de suivre cette affaire, une inspectrice est hantée par le spectre de sa sœur décédée, victime précédente de ce criminel et vient poser des questions au pasteur à la suite de son appel de la veille. Le pasteur est alors averti que l'homme a disparu et a enlevé son bracelet et de plus, la jeune fille du début est maintenant portée disparue. La police a retrouvé la voiture du suspect dans le bois, a fouillé soigneusement les environs et n'a trouvé aucuns indices. Le pasteur comprends alors que l'homme n'était pas mort. Fortement perturbé, le pasteur qui trouve de nombreux éléments qu'il prend pour des signes de Dieu, se croit l'objet d'une mission divine qui l’appelle à punir le kidnappeur. Ce n'est que le début d'un cauchemar qui va entraîner la jeune inspectrice et le pasteur dans un enchaînement d'actes de plus en plus horribles.

## Fiche technique
Sauf indication contraire ou complémentaire, les informations mentionnées dans cette section proviennent du générique de fin de l'œuvre audiovisuelle présentée ici.
Sauf indication contraire ou complémentaire, les informations mentionnées dans cette section peuvent être confirmées par la base de données KMDb
- Titre original : 계시록
- Titre international : Revelations
- Réalisation : Yeon Sang-ho
- Scénario : Choi Gyoo-seok et Yeon Sang-ho[2], d'après le webtoon éponyme de Yeon Sang-ho et Choi Gyoo-seok
- Musique : Kim Dong-wook
- Décors : Noh Yu-jin
- Costumes : Lee Jeong-min
- Photographie : Kwon Young-il
- Son : Choi Tae-young
- Montage : Han Mi-yeon
- Production : Yoomin Hailey Yang
  - Production exécutive : Alfonso Cuarón[3] et Gabriela Rodríguez
- Sociétés de production : Wow Point, en coproduction avec Esperanto Filmoj
- Société de distribution : Netflix
- Pays de production :  Corée du Sud
- Langue originale : coréen
- Format : couleur — 2,35:1 — Dolby Digital
- Genre : drame, horreur, policier, thriller
- Durée : 122 minutes
- Date de sortie : 21 mars 2025 (Netflix)[1]
- Classification :
  - Corée du Sud : convient aux 15 ans et plus[4]
  - France : recommandé pour les 13 ans et plus

## Distribution
- Ryu Jun-yeol (VF : Sébastien Baulain) : Seong Min-chan[3], prêtre[5]
- Shin Hyun-been (VF : Amélia Ewu) : Lee Yeon-hee[3], inspectrice[5]
- Shin Min-jae (VF : Paolo Domingo) : Kwon Yang-rae, ex-taulard[6]
- Han Ji-hyun (en) (VF : Diane Kristanek) : Lee Yeon-joo, sœur de Yeon-hee
- Kim Do-young (VF : Cyrille Artaux) : Lee Nak-seong, psychiatre
- Moon Ju-yeon (VF : Lou Viguier) : Lee Si-yeong, épouse de Min-chan
- Bae Youn-kyu (VF : Simon Herlin) : So Eun-kyoo, chef de police
- Woo Kang-min (ko) (VF : Jérémie Bédrune) : le chef d'équipe policière
- Kim Bo-min (en) : Shin A-yeong, collégienne disparue
- Joo In-young (en) (VF : Sylvie Jacob) : la mère d'A-yeong
- Choi Kwang-il (VF : Olivier Chauvel) : Jeong Keok-hwan, prêtre titulaire
- Lee Se-ho (VF : Jean Rieffel) : Jeong Hwan-soo, fils de Keok-hwan
- Do Yong-gu (VF : Philippe Catoire) : le père de Yeon-hee et Yeon-joo

 Source et légende : version française (VF) sur RS Doublage

## Production

### Genèse et développement
Le 23 avril 2022, Yeon Sang-ho, en tant que scénariste, et Choi Gyoo-seok, illustrateur, ayant travaillé ensemble pour la série télévisée Hellbound (지옥, 2021), lance leur webtoon (계시록, litt. « Révélation ») sur KakaoPage, un « livre de l'Apocalypse [qui] contient une histoire sur la destruction et le salut, créée par des gens qui croient ce qu'ils veulent croire », déclare Yeon Sang-ho.
Mi-juin 2024, Netflix confirme la production du film, produit par Wow Point, et le réalisateur mexicain, Alfonso Cuarón, en est producteur exécutif,. Ce dernier « y participe activement, notamment en révisant le scénario et en fournissant des commentaires de montage », précise Kim Tae-won, directeur de Netflix.

### Attribution des rôles
|  |

Fin novembre 2023, selon leur imprésario du studio C-JeS et Yooborn Company, Ryu Jun-yeol et Shin Hyun-been envisagent de participer au projet du film, pour incarner le pasteur et l'inspectrice.

« Ryu Jun-yeol est un acteur qui travaille dur pour incarner parfaitement chaque réplique, tandis que Shin Hyun-bin a une attitude sérieuse et très immersive. J'ai travaillé dur pour capturer les émotions authentiques des deux acteurs »

— Yeon Sang-ho, lors du Next on Netflix : 2025 Korean Movies en octobre 2024.
À la mi-mars 2025, soit trois jours avant la sortie du film, Shin Min-jae, alors remarqué dans la bande-annonce du film, y incarne l'ex-taulard portant un bracelet électronique à la cheville, soupçonné d'être dans l'affaire d'une personne disparue.

### Tournage
Le tournage débute le 2 avril 2024, à Changwon (Gyeongsang du Sud), ainsi qu'à Yangyang (Gangwon) pour le cabinet du psychiatre, à Paju (Gyeonggi) et à Cheongju (Chungcheong du Nord).
Quelques scènes sont filmées sans maquillage pour faciliter Ryu Jun-yeol et Shin Hyun-been à exprimer leurs d'émotions autant réalistes que possible.

## Accueil

### Sortie
Début octobre 2024, parmi les nouveaux films sud-coréens qui se préparent à sortir sur Netflix, Revelations est présenté en avant-première à la conférence Next on Netflix : 2025 Korean Movies (넥스트 온 넷플릭스: 2025 한국 영화).
Fin février 2025, la date de sortie est dévoilée : le 21 mars suivant, exclusivement sur Netflix, ainsi que l'affiche et la bande-annonce.

### Accueil critique
Deux jours après sa sortie, selon le site FlixPatrol, Revelations se trouve à la troisième place du Top 10 des films dans le monde sur Netflix.
Sur le site Allociné, il est mentionné une note moyenne de 2.4⁄5.
Augustin Pietron-Locatelli de Télérama, avec sa note de 2⁄5, semble être déçu du réalisateur coréen du Dernier Train pour Busan, Yeon Sang-ho, avec sa nouvelle production Netflix.